# Terminal 1 (métro de Doha)
Hamad International Airport T1 (en arabe : مطار حمد الدولي مبنى 1) est une station sur la Ligne Rouge du Métro de Doha. Elle est ouverte en 2019.

## Histoire
La station est mise en service le 10 décembre 2019.

## À proximité
- Aéroport international Hamad.